# Castellar del Riu
Castellar del Riu ist ein Ort und eine Gemeinde (municipio) mit 163 Einwohnern (Stand: 2024) in der Comarca Berguedà in der Provinz Barcelona in der Autonomen Region Katalonien. Neben dem namensgebenden Ort Castellar del Riu besteht die Gemeinde aus den Ortschaften Espinalbet, Llinars und Els Rasos de Peguera.

## Lage
Castellar del Riu liegt etwa 92 Kilometer nordnordwestlich von Barcelona in einer Höhe von etwa 1235 m in den südlichen Ausläufern der Pyrenäen in der Comarca Berguedà im Norden Kataloniens.

## Bevölkerungsentwicklung
| Jahr      | 1960 | 1970 | 1981 | 1991 | 2001 | 2011 | 2021 |
| Einwohner | 198  | 163  | 108  | 63   | 119  | 174  | 169  |

## Sehenswürdigkeiten

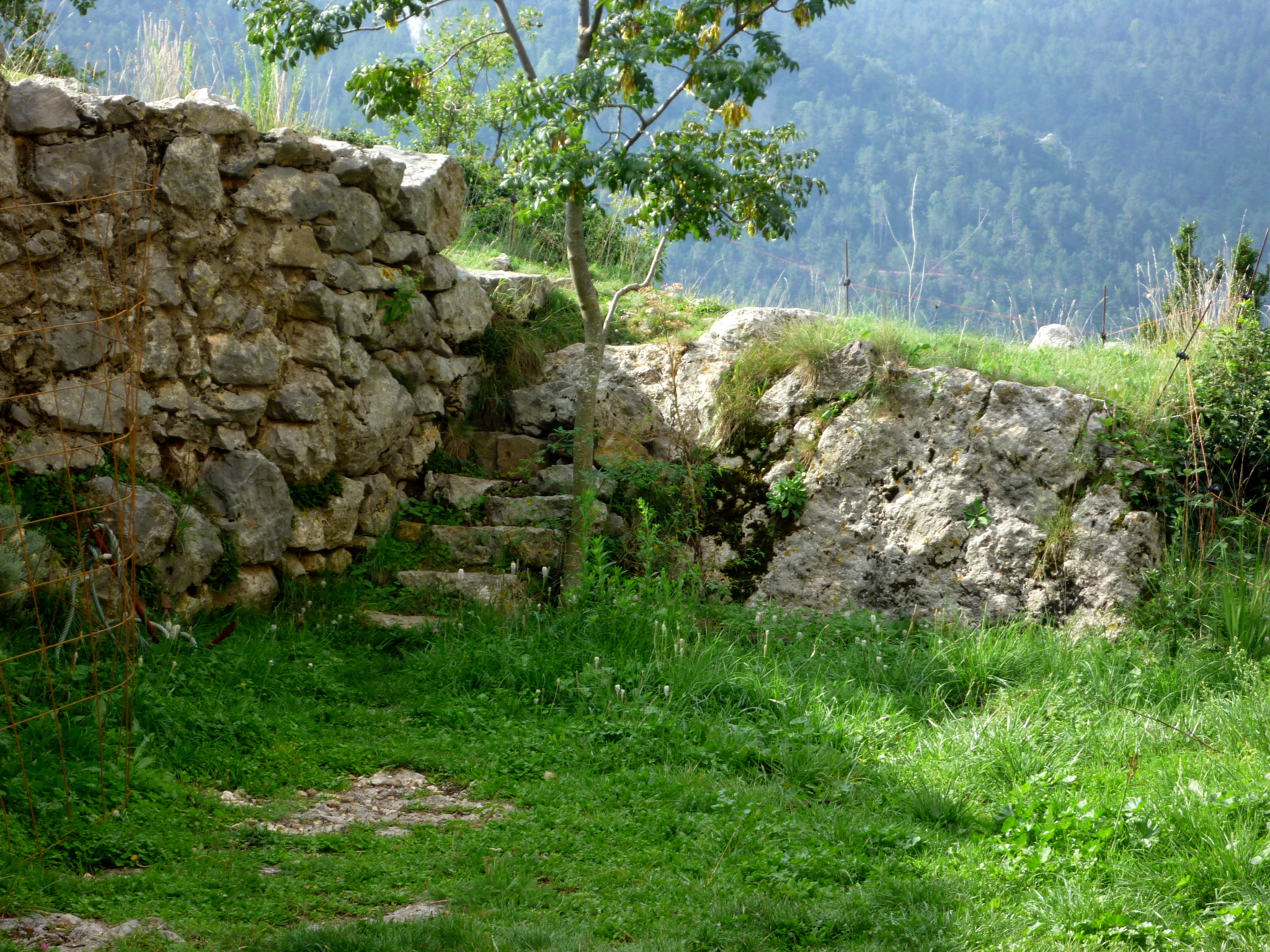
Burgruine von Espinalbet
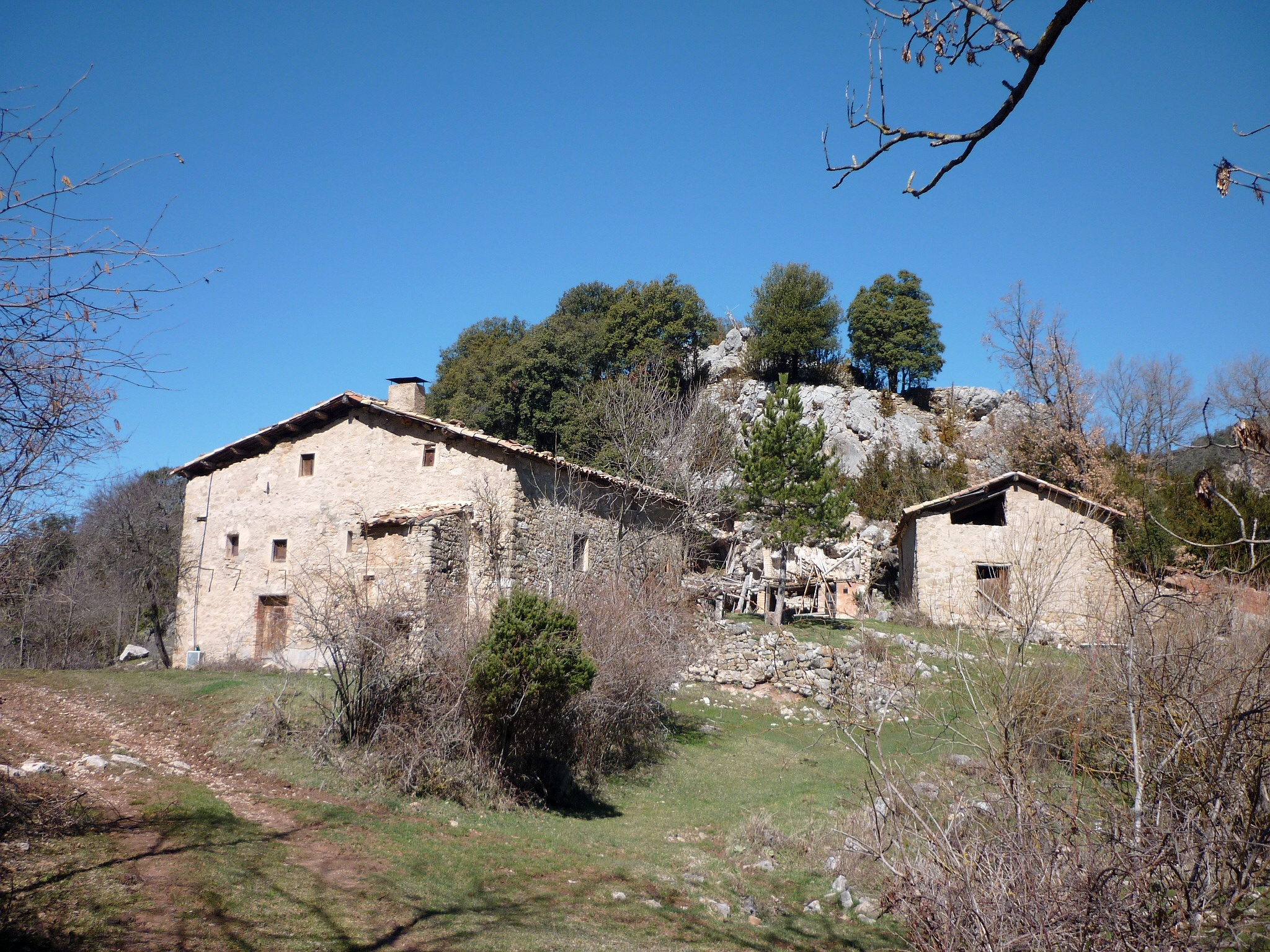
Burgruine von Terçà
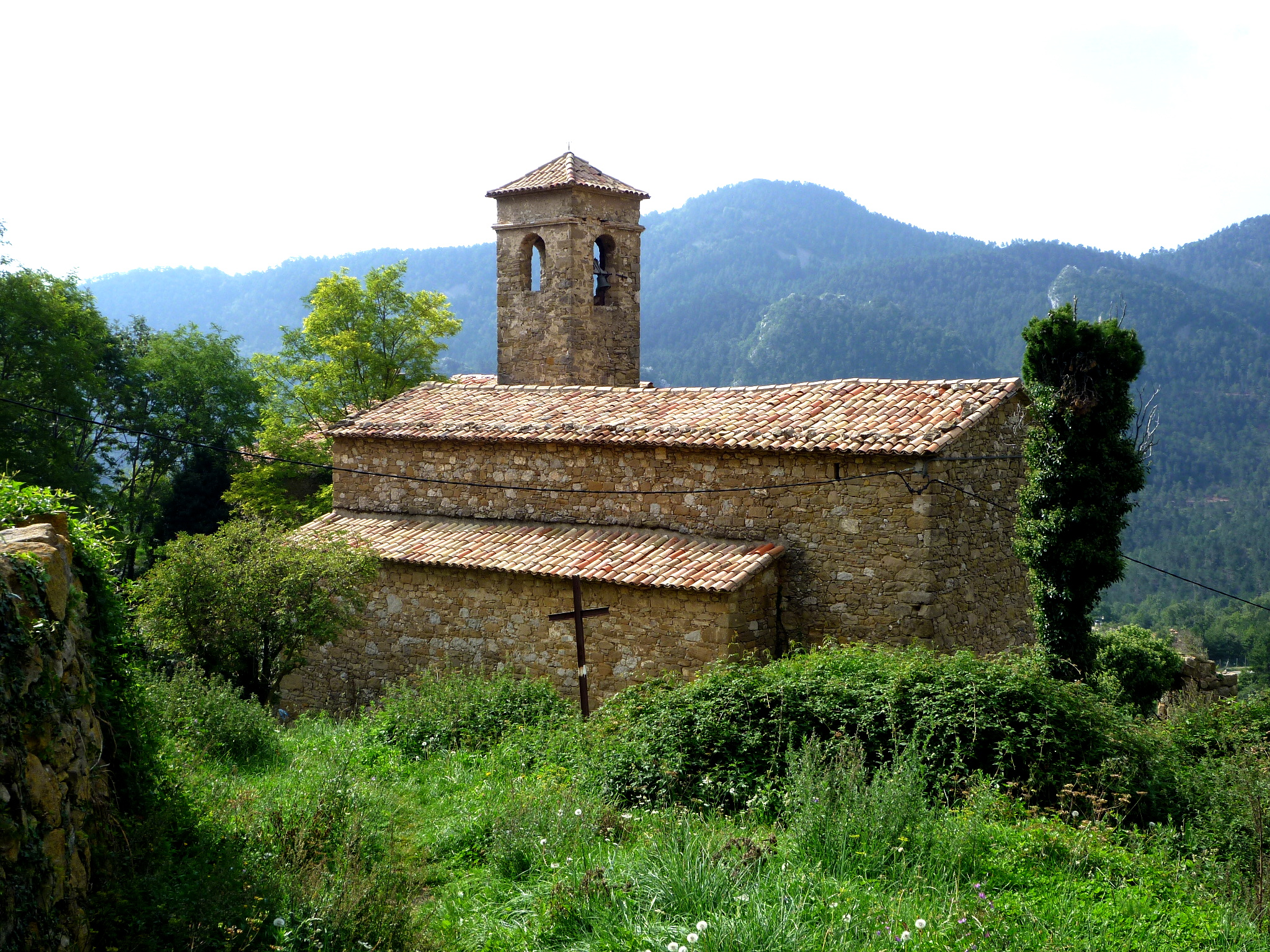
Vinzenzkirche in Espinalbet
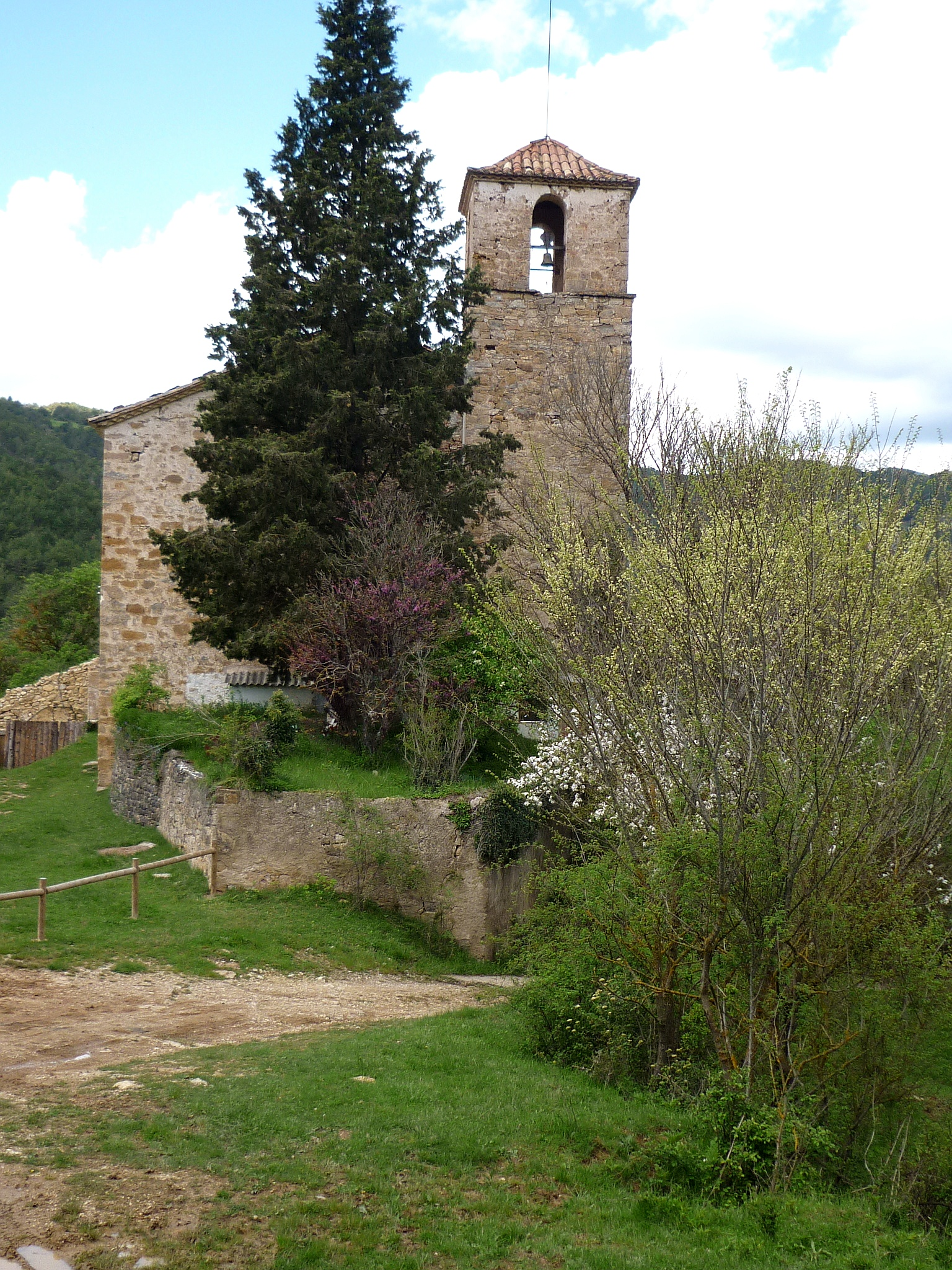
Georgskapelle in Sagàs

- Burgruine von Espinalbet
- Burgruine von Terça
- Vinzenzkirche
- Asclius-und-Victoria-Kirche